# Kongo (H.10) jezici
Kongo (H.10) jezici, podskupina nigersko-kongoanskih jezika koja čini podskupinu centralnih bantu jezika u zoni H. Obuhvaća 10 jezika u Kongu, DR Kongu i Angoli. Predstavnici su: 
- beembe ili bembe [beq], 3.200 (2004);
- doondo ili dondo [dde], 3.020 (2000);
- kaamba ili kikaamba [xku] 3.020 (2000);
- koongo ili congo, kikongo [kng], 5.000.000;
- san salvadorski kongo [kwy], 865.000;
- kunyi ili kikunyi, kugni [njx], 52.000 (1984 popis);
- laari ili kilari, laadi [ldi], 90.600 (2000);
- suundi ili kisuundi [sdj], 121.000 (2000);
- vili ili civili, fiot, fiote, tsivili [vif], 11.000;
- yombe ili bayombe [yom], 1.056.400;

## Vanjske poveznice
- Ethnologue (14th)
- Ethnologue (15th)